# Joseph de Forbin
Pour les articles homonymes, voir Forbin.
Pour les autres membres de la famille, voir Maison de Forbin.
Joseph Palamèdes de Forbin, marquis de Janson, né en 1663, et mort à Antibes en janvier 1728, est un militaire français des XVIIe et XVIIIe siècles.

## Biographie
Il lève d'abord une compagnie dans le régiment de la Roquevieille, par commission du 20 octobre 1683, et sert au siège de Luxembourg, en 1684. Sa compagnie ayant été réformée, par ordre du 26 septembre de cette dernière année, il en lève une nouvelle dans le régiment Royal, par commission du 20 août 1688, et sert la même année, aux sièges de Philippsbourg, de Mannheim et de Frankenthal.
Il est employé à l'armée d'Allemagne, sous le maréchal de Duras, eu 1689, et sous M. le dauphin et le maréchal de Lorges, en 1691 et 1692. Il obtient, au mois de juillet 1692, le gouvernement d'Antibes, vacant par la mort de son père. Nommé premier enseigne de la première compagnie des mousquetaires, par brevet du 1er février 1663, il eut, le 4 avril suivant, une commission pour tenir rang de mestre-de-camp de cavalerie. Il se distingue à Neerwinden, il est présent au siège de Charleroi, et est nommé deuxième sous-lieutenant de sa compagnie, le 1er novembre.
Il continue de servir en Flandre jusqu'à la paix de Ryswick, en 1698, et se trouve au camp de Compiègne, la même année. Créé brigadier de cavalerie, par brevet du 29 janvier 1702, il combat, la même année, à Nimègue, et à Ekeren, en 1703.
Il est promu au grade de maréchal de camp, le 26 octobre 1704. II combat à la bataille de Ramillies, y enfonce les ennemis jusqu'à leur troisième ligne, et reçoit une blessure qui l'empêche de continuer son service. Il se démet de la sous-lieutenance des mousquetaires, au mois d'avril 1710.
Retiré dans ses terres, il construit en 1719 le château de Sauvan. Il meurt dans son gouvernement d'Antibes au mois de janvier 1728.